# Cauldron Snout
Cauldron Snout – wodospad w Anglii na rzece Tees. 
Wodospad Cauldron Snout znajduje się w górnym biegu rzeki Tees w północnej Anglii. Położony jest na granicy hrabstw Durham i Kumbria w obszarze North Pennines.
Cauldron Snout jest kaskadą rozciągniętą na długości 180 m, natomiast różnica wysokości pomiędzy początkiem a końcem wodospadu wynosi 61 m. Woda spływa po progach zbudowanych z dolerytu.
Do wodospadu można dotrzeć pieszo z parkingu oddalonego o ok. 3 km, a położonego przy zbiorniku Cow Green Reservoir.